# نئوکومین
نئوکومین (انگلیسی: Neocomian) نامی است که در زمین‌شناسی به پایین‌ترین اشکوب سامانه کرتاسه اطلاق شده است. این نام در سال ۱۸۳۵ توسط جولز تورمان به دلیل گسترش این سنگ‌ها در نوشاتل (نئوکوموم) سوئیس به این بازه زمانی زمین‌شناختی داده شد. در مقطع نمونه، سنگ‌ها به دو زیراشکوب والانجینین در زیر و هاتریوین در بالا تقسیم می‌شود. همچنین زیراشکوب دیگری نیز به نام بریاسین یا اینفرا-والانجینین وجود دارد. این سه زیراشکوب در آن منطقه نئوکومین را تشکیل می‌دهند. آدولف فون کونن و دیگر زمین‌شناسان آلمانی استفاده از نام نئوکومین را به تمام محدوده کرتاسه زیرین تا بالای آلبین گسترش داده‌اند، ولی برخی دیگر کرتاسه زیرین را به نئوکومین و سه زیراشکوب دکر شده تقسیم می‌کنند.